# スッポン
スッポン（鼈・龞・鱉、丸魚、Pelodiscus japonicus）は、爬虫綱カメ目スッポン科スッポン属に分類されるカメ。「キョクトウスッポン」「アジアスッポン」「ヒガシアジアスッポン」の名で呼ばれることもある。

## 分布
中国・日本・台湾・韓国・北朝鮮・ロシア沿海地方・東南アジア。
日本では本州（主に関東から中部）以南、壱岐、五島列島に生息するが養殖場から逃亡した個体に由来する個体群と自然個体群の両方が生息するため、正確な自然分布については不明な点が多い。日本国内に生息している個体群は、本州、四国、九州のものは主として在来個体群に起源すると考えられているが、南西諸島の個体群は、過去に中国など海外から人為的に持ちこまれたチュウゴクスッポンが起源と考えられ、その由来の追跡研究も現在行われている。また「日本最後の清流」と呼ばれる高知県の四万十川にも本来は生息しておらず、養殖場から逃げ出した個体が自然繁殖し、鰻漁の延縄で捕獲されることもある。

## 形態

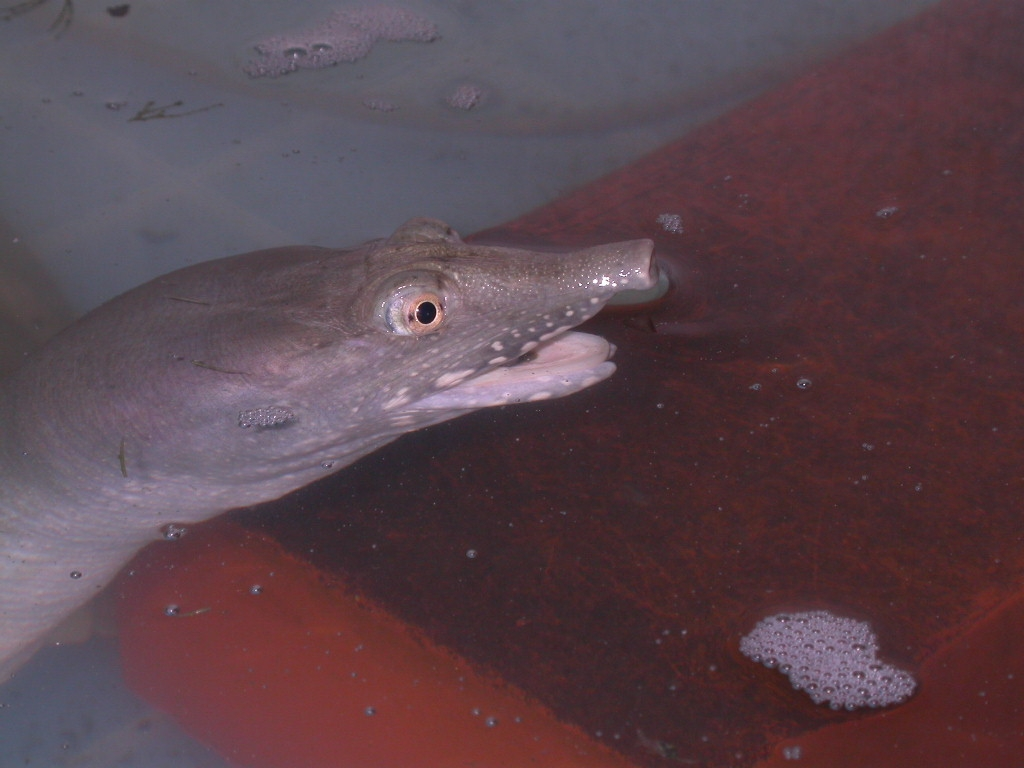
スッポンの頭部。下顎の唇の内側にくちばし状の鋭い角質板が見える。

最大甲長は38.5cm。ごくまれに60cmまで成長する個体もいる。他のカメと異なり、甲羅表面は角質化していないので軟らかく、英訳のSoft-shelled turtle（柔らかい甲羅を持つカメ）の由来にもなっている。この甲羅の性質のため、他のカメよりもかなり体重が軽い。幼体は腹甲が赤みがかっており、黒い斑紋がある。成体の腹甲は白やクリーム色。
身体に触られると自己防衛のために噛みつこうとする。顎の力が強く、噛みついた後はその状態のまま首を甲の内側に引っ込めようとする。噛まれた場合は10秒程度動かさせなければ噛みを止めるほか、大抵の場合は水に戻せばそのまま泳いで逃げる。

## 生態
大きく発達した水かきと軽量な甲羅による身軽さ、殺傷力の高い顎とすぐ噛み付く性格ともあわせ、甲羅による防御に頼らないのがスッポンの特色である。食性は動物食の強い雑食で魚類、両生類、甲殻類、貝類、稀に水草等を食べる。
生息環境はクサガメやイシガメと似通っているが、クサガメなどのカメよりもさらに水中生活に適応しており、水中で長時間活動でき、普段は水底で自らの体色に似た泥や砂に伏せたり、柔らかい甲羅を活かして岩の隙間に隠れたりしている。これは喉の部分の毛細血管が極度に発達していて、水中の溶存酸素をある程度取り入れることができるためである。加えて、スッポンは鼻と首が長く、鼻先をシュノーケルのように水上へ出すことで呼吸ができるため、上陸して歩行することは滅多に無い。ただし、皮膚病には弱く、護岸などで甲羅干しをしている姿も時折見かけることができる。また水中だけでなく、陸上でも素早く動くことができる。
スッポンは卵生であり、1回に10-50個の卵を産む。

## 分類
原記載は、日本動物誌内の1834年の図版(8-9頁)であると考えられていたが、TTWG（2017）により命名規約上適格な原記載は1838年の139頁の図版であるとされた。
ニホンスッポンをチュウゴクスッポンP. sinensisの亜種とする説もあった。Suzuki & Hikida（2014）は、日本産スッポン属のミトコンドリア系統樹を構築し、外来種と思われる狭義のP. sinensisと在来種と考えられるP. maackiiに相当する2つの系統が生息すると指摘した。P. maackiiが記載されたのは1857年であり、T. japonicusの記載年の方が古い事からP. maackiiは、P. japonicusのジュニアシノニムとなる可能性があり、T. japonicusの模式標本の帰属を確認する事が望まれる。

## 利用

### 食用
滋養強壮の食材とされる。カロリーが低く、タンパク質、脂質が多い。コラーゲンを豊富に含み、ビタミンB1、B2が非常に多い。甲羅や爪、膀胱（俗称「尿袋」）、胆嚢（同「苦玉」）以外はすべて食べられることが特徴である。

#### 歴史
スッポンは約1億2000万年前
白亜紀の前期、日本の地層で発見されている。
古代中国の書『周礼』によれば、周代にはスッポンを調理する鼈人という官職があり、宮廷で古くからスッポン料理が食されていたようである。現在も安徽料理のポピュラーな食材として用いられている。
日本列島においては滋賀県に所在する粟津湖底遺跡において縄文時代中期のスッポンが出土しているが、縄文時代にカメ類を含む爬虫類の利用は哺乳類・鳥類に比べて少ない。弥生時代にはスッポンの出土事例が増加する。スッポンは主に西日本の食文化であったが、近世には関東地方へもたらされ、東京都葛飾区青戸の葛西城跡から出土した動物遺体には中世末期から近世初頭の多数のスッポンが含まれている。

#### 各地の料理
日本

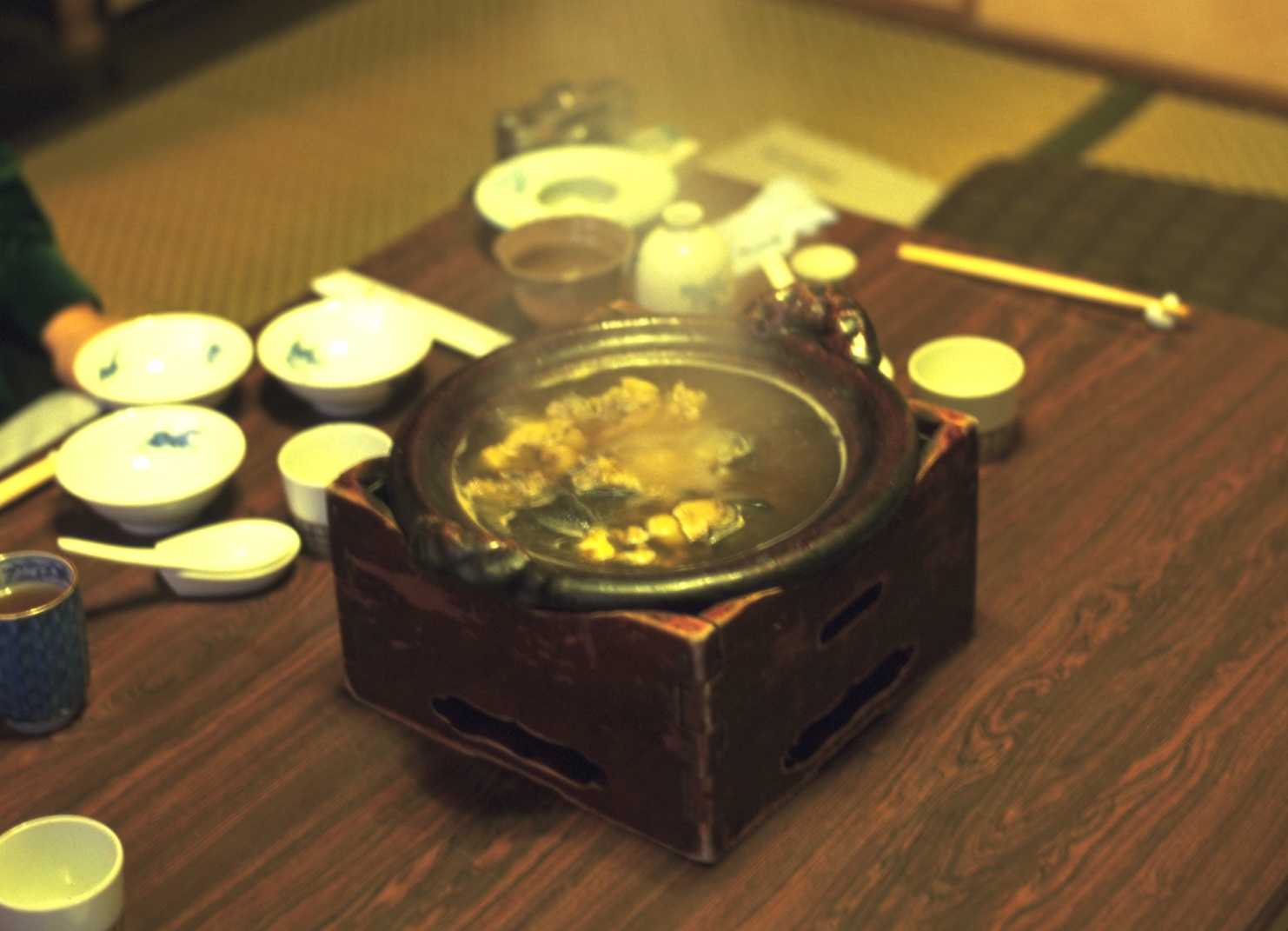
スッポン鍋

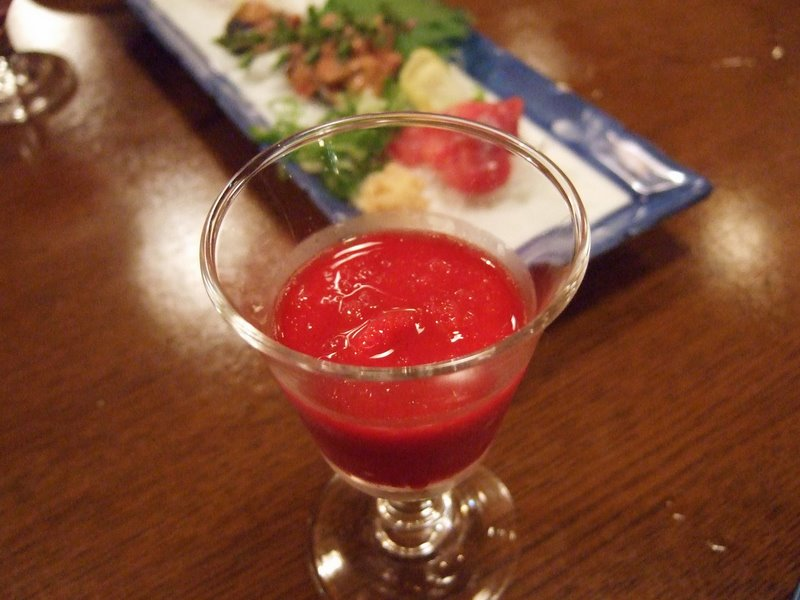
生血の日本酒割

スッポンからとれる出汁は美味とされ、スッポンで拵えた「スープ」や雑炊、吸い物は日本料理の中では高級料理として珍重される。スッポンは形状が丸いため「まる」とも呼ばれ、スッポンを鍋料理にしたものはまる鍋と呼ばれる。専門店では食前酒として、スッポンの活血を日本酒やワイン等のアルコールで割ったものを供す。スッポンを解体することを専門用語では「四つ解き」（よつほどき）とも言う。
朝鮮半島
韓国では、サムゲタン（参鶏湯）に高級食材を加えたヨンボンタン（龍鳳湯）の食材に用いられることがある。北朝鮮では、丸煮が玉流館の名物料理である。

#### 養殖
食用のカメの養殖のことを、養鼈（ようべつ）という。
日本では、1879年に浜名湖で養殖されたのが始まりで、多くの府県で食用のスッポンの養殖が行われている。養殖の手法には、野生のスッポンと同様に冬眠させて行う露地養殖と、ビニールハウスや温泉などを利用した加温養殖がある。
かつてJR東日本では、自社の新幹線車両基地から出る排熱を利用した加温養殖を試みたことがあったが、1つの水槽に500匹を飼っていたため、共食いを引き起こし全滅させたことがある。
スッポン科で大型のコブクビスッポン（Palea steindachneri ）やマルスッポンなどは中国では食用として珍重されていたが、養殖が進まず、絶滅が危惧されている。

### 薬用
甲羅を乾燥させたものを土鼈甲（どべっこう。土別甲とも）といい、強壮等の薬理作用があるとされる。粉末にして精力剤とされるほか、市販の栄養ドリンクや健康食品の原材料に用いられることも多い。全体を乾燥して粉末化した健康食品に用いられることも多い。 金沢すっぽん堂本舗のように専門に取り扱う会社も存在する。

## 文化

### タブー
古代中国では、スッポンの肉とヒユを混ぜて放置するとスッポンが生まれるとされ、同時に食べた場合はスッポンが腹を食い破ると伝えられた。そのため、唐の律でも日本の養老律でも、皇帝・天皇の食事に対し「誤って食い合わせを犯す」例として取り上げられ、違反したら責任者は罰せられると規定された。

### 伝承

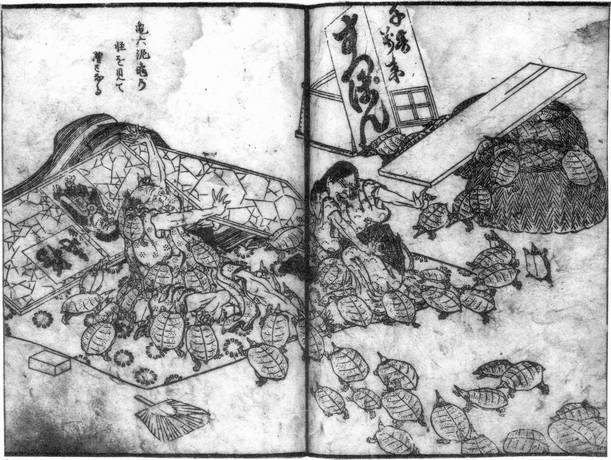
『北越奇談』にあるスッポンにまつわる怪談「亀六泥亀の怪を見て僧となる」（葛飾北斎画）

かつて日本ではキツネやタヌキといった動物と同様、土地によってはスッポンも妖怪視され、人間の子供をさらったり血を吸ったりするといわれていた。また「食いついて離さない」と喩えられたことから大変執念深い性格で、あまりスッポン料理を食べ過ぎると幽霊になって祟るともいわれた。
江戸時代には、ある大繁盛していたスッポン屋の主人が寝床で無数のスッポンの霊に苦しめられる話が北陸地方の奇談集『北越奇談』にある他、名古屋でいつもスッポンを食べていた男がこの霊に取り憑かれ、顔や手足がスッポンのような形になってしまったという話が残されている。また古書『怪談旅之曙』によれば、ある百姓がスッポンを売って生活していたところ、執念深いスッポンの怨霊が身長十丈の妖怪・高入道となって現れ、そればかりかその百姓のもとに生まれた子は、スッポンのように上唇が尖り、目が丸く鋭く、手足に水かきがあり、ミミズを常食したという。
近代でも、一度噛みつかれると「雷が鳴っても離さない」と言い伝えられてきた。

### 文章表現
スッポン食に関係する諺（ことわざ）として、「鼈人を食わんとして却って人に食わる」がある。物事をしつこく探求する者を「スッポンの何某」と呼ぶこともあった。
前近代の中国人は、漁業で生活する異民族を「魚鼈（ぎょべつ）にまみれる」と表現した。
また、二つの物事を比較する際、天と地ほども差があることを表す慣用句として「月と鼈」という言い回しがある。

## 保護上の位置づけ
他の淡水系の生物と同様、生息地の破壊により野生個体数が減少していると思われるが、もっぱら養殖産業の面だけに注意が向けられ、野生個体についてはほとんど調査が行なわれていない。野生絶滅の危険があるのかも含めて不明であり、環境省のレッドリストでは情報不足に分類されている。一方で、国際自然保護連合 IUCN のレッドリストでは、2016年に絶滅危惧のある危急種として追加された。
2023年、日本自然保護協会がおこなった「日本のカメ一斉調査」によれば、2013年と比較して、日本に生息するスッポンの数が4倍以上に増えていると報道された。